# Catedral metropolitana de Guadalajara
La Catedral Metropolitana de Guadalajara, oficialmente Catedral Basílica de la Asunción de María Santísima, es la sede de la Arquidiócesis de Guadalajara y uno de los principales templos de la Iglesia católica en México. Como iglesia catedral es la sede permanente del arzobispo de Guadalajara y está dedicada a la Asunción de María. El papa Pío XI le concedió el título litúrgico de basílica menor por breve apostólico el 21 de diciembre de 1938.
Se ubica en el Paseo Alcalde del municipio de Guadalajara, entre la cruz de plazas en el centro histórico de la capital de Jalisco, conformada por la Plaza de Armas, la Plaza Guadalajara, la Plaza de la Liberación y la Rotonda de los Jaliscienses Ilustres. El Instituto Nacional de Antropología e Historia (INAH) la declaró monumento histórico el 20 de abril de 1943.

## Historia
En el espacio que ocupa el templo de Santa María de Gracia fue donde se edificó la Iglesia de San Miguel, la primera catedral de Guadalajara, bajo la advocación de san Miguel Arcángel. Cabe mencionar que esta iglesia estaba a lado de la primera plaza mayor de la ciudad y ahora se conoce como la Plaza Fundadores. La antigua catedral fue un templo bastante sencillo de adobe. Hubo un incendio el 30 de mayo de 1574 que dañó severamente la iglesia. Tiempo después el centro de Guadalajara se cambió hacia la nueva plaza mayor, dónde se edificó la nueva catedral.
El 18 de mayo de 1561 se obtuvo autorización de Felipe II de España por cédula real para edificar la nueva iglesia catedral, cuyo costo sería cubierto por el Consejo de Hacienda; así que para el 31 de julio de 1561, Pedro de Ayala, a la sazón el segundo obispo de Nueva Galicia, colocó y bendijo la primera piedra del templo. Sin embargo su construcción no comenzó hasta 1571. Fue consagrada el 22 de octubre de 1618. En el siglo XIX el arquitecto José Gutiérrez reemplazó los retablos barrocos de madera dorada por unas parecidas pero ahora neoclásicas.
En 1818 un fuerte terremoto sacudió la ciudad, cuyas secuelas dejaron una nueva tragedia: las torres y la cúpula se habían derrumbado. Fueron sustituidas por unas nuevas, que también colapsaron durante un posterior sismo, en 1849. El obispo Aranda le encargó la construcción de las nuevas al arquitecto Manuel Gómez Ibarra, cuyas obras en Guadalajara destacan la cúpula del Hospicio Cabañas, el pórtico del Templo de Nuestra Señora del Pilar y el Santuario de San José de Gracia. Se cuenta que después de la procesión de corpus, hacia 1850-1851, el prelado mitigaba el intenso calor de junio con pitayas, servidas en un platón adornado de figuras y paisajes, en el que además se ilustraban campanarios piramidales, justo como los actuales con que modeló a este recinto religioso el arquitecto, quien para aligerarlos ante el peligro de episodios sísmicos empleó como material constructivo la piedra pómez. La inversión del 30 de julio de 1851 al 15 de junio de 1854, fue de 33 521 pesos, más 7166 pesos en honorarios para el arquitecto, a razón de 2000 pesos anuales.
En 1915 fue despojada de su atrio con reja de hierro forjado que adornaba su frente que había sido mandado a construir por el primer arzobispo de Guadalajara, Pedro Espinosa y Dávalos. El gobernador Manuel M. Diéguez ordenó su destrucción para ampliar la avenida Alcalde.
El 21 de diciembre de 1938 el papa Pío XII la elevó a rango de basílica menor, dedicada a la Asunción de María.
En 1988 se comenzaron las intervenciones de la catedral. En 1993 se restauraron las torres y se demolió el antiguo altar mayor que era de mármol de Carrara y contaba con esculturas de los evangelistas.
Actualmente la iglesia catedral continúa en peligro: ha sido dañada por los sismos de 1932, 1957, 1979, 1985, 1995 y 2003. Entre los riesgos que presenta están: la breve inclinación de la torre norte, su ligero hundimiento y el daño estructural que ha sufrido la cúpula, entre otros. A causa de las vibraciones constantes que generan los vehículos circulantes por el túnel bajo avenida Hidalgo, se está dañando la edificación y la torre norte, que colinda justo con esta vialidad.

## Descripción
El templo principal está compuesto por una planta basilical de tres naves. Su ancho es de 72.75 metros y su largo es de unos 77.80 metros. Ello da una superficie de unos 5660 metros cuadrados. La nave central tiene bóvedas de tercelete y su presbiterio es rematado por una cúpula. Las naves laterales son cubiertas por bóvedas de crucería. El sotacoro cuenta con las capillas laterales del Señor de las Aguas y de Nuestra Señora de la Soledad. El presbiterio está flanqueado por la sacristía y antesacristía.

### Nave central

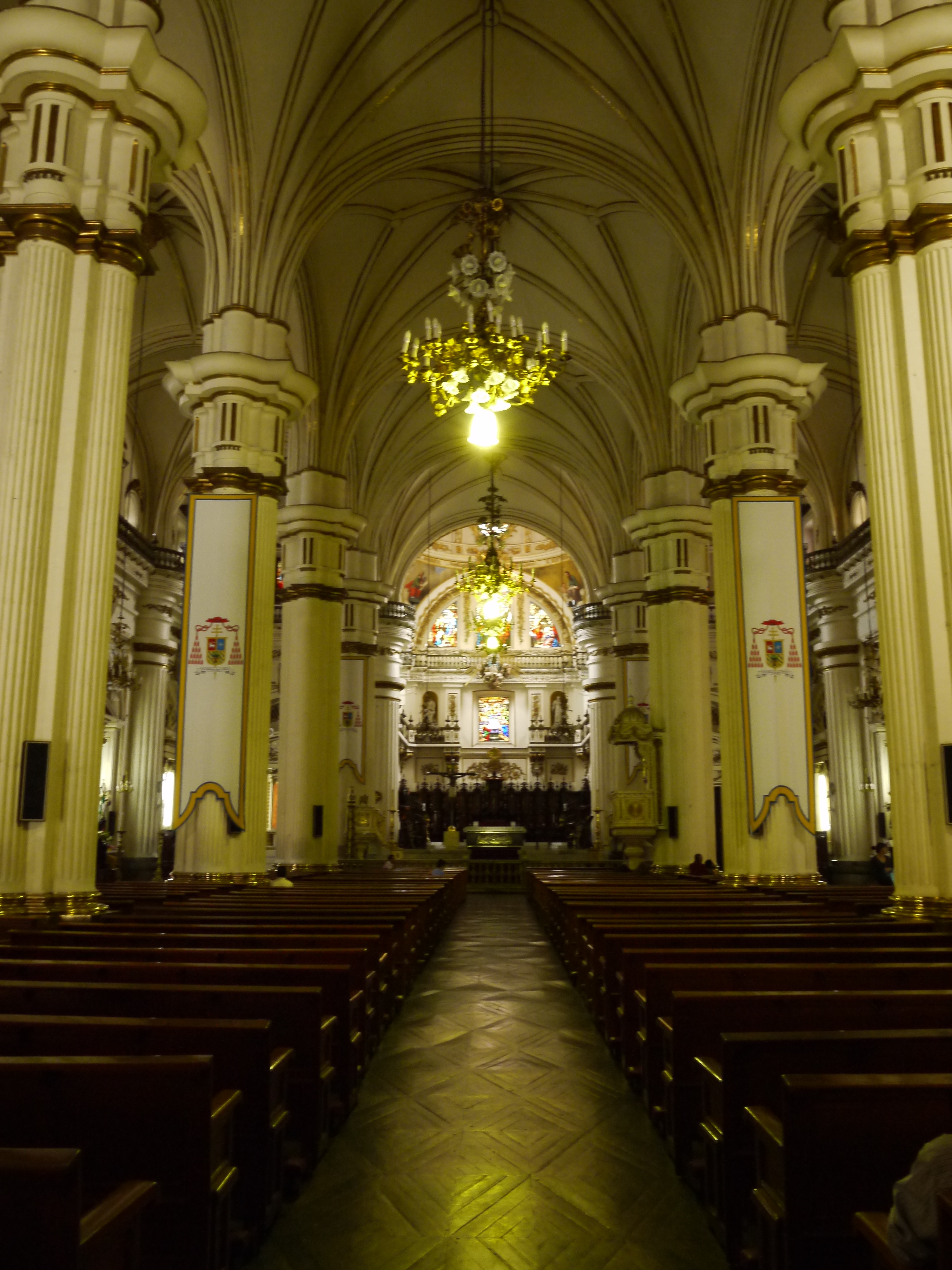
Vista de la nave central.

En la nave central destaca en su fondo el altar mayor de mármol blanco y plata. Reemplazo a un altar antiguo de ciprés que se había creado durante la guerra de Reforma. El coro de los canónigos, ubicado al fondo del templo bajo el ábside, tiene 52 asientos de madera finamente tallados, que es toda una obra de arte elaborada por los artesanos nativos de Nayarit cuando Nayarit era parte del estado de Jalisco, o sea que además del valor intrínseco de la sillería y del valor artístico tiene un valor histórico. Fue inaugurado en 1832. 22 de las sillas se encuentran en la parte baja y 31 en la parte alta. Al centro se encuentra la silla cardenalicia, hecha de madera de cocobolo. Los vitrales de colores son importados de Francia.
Por otra parte, en el coro que se encuentra sobre la puerta principal, se encuentra el gran órgano neogótico realizado por la casa belga Merklin-Schütze en 1893, siendo el segundo más grande de México.

### Cripta arzobispal
Entre las criptas, debajo de lo que fue la capilla real, se encuentra la de los arzobispos de Guadalajara, que contiene enterramientos que datan del siglo XVI. Aquí podemos apreciar el testero y los cimientos de la catedral, así como ataúdes en que se resguardan los restos mortales de los obispos Manuel Gómez de Mendiola y Solorzano y Juan de Santiago y León. También están las tumbas de los cardenales José Garibi Rivera, José Salazar López y Juan Jesús Posadas Ocampo.
En la otra cripta están los restos de 23 mártires de la guerra Cristera que fueron beatificados por el papa Juan Pablo II en 1992. El corazón de un prelado muy conocido, el obispo Juan Cruz Ruiz de Cabañas, fundador del Hospicio Cabañas que lleva su nombre también se ubica en ese cripta.
|                    |
| Cripta arzobispal. |

|                                |
| Cripta con mártires cristeros. |

### Nave norte
Al pie de esta nave, debajo de la torre norte, se encuentra la capilla del Señor de las Aguas.
En esta sección hay cinco altares laterales dedicados a:
- Nuestra Señora de la Rosa, regalo de Carlos I de España[8]
- Arcángel Miguel
- Nuestra Señora de Guadalupe
- José de Nazaret
- Clemente de Roma con la reliquia de Santa Inocencia

|                                |
| Altar de la Virgen de la Rosa. |

|                          |
| Altar de los arcángeles. |

|                    |
| Altar de San José. |

|                        |
| Altar de San Clemente. |

|                              |
| Reliquia de Santa Inocencia. |

### Nave sur
Al pie de esta nave, debajo de la torre sur, se encuentra la capilla de Nuestra Señora de la Soledad, la cual se mantuvo cerrada por muchas décadas. En el centro de esta nave destaca la capilla de la Inmaculada Concepción, donde se encuentra la tumba del obispo Francisco Orozco y Jiménez. A la entrada de dicha capilla hay estatuas de Agustín de Hipona y Jerónimo de Estridón.
Existen cuatro altares en esta nave dedicados a:
- Simón Pedro, realizado en alabastro y flanqueado por Pablo de Tarso y Santiago el Mayor, el patrono original de la ciudad.
- Sagrado Corazón de Jesús
- Juan Nepomuceno
- Nuestra Señora de Zapopan

Al fondo de la nave sur se encuentra la sacristía de la catedral, en cuyo interior se encuentra la obra La Iglesia Militante y Triunfante del pintor novohispano Cristóbal de Villalpando impulsado por el obispo Juan de Santiago y León Garabito. También se encuentra la obra La Purísima Concepción del pintor español Bartolomé Esteban Murillo.
|                     |
| Altar de San Pedro. |

|                                     |
| Altar del Sagrado Corazón de Jesús. |

|                                   |
| Capilla de Inmaculada Concepción. |

|                               |
| Altar de San Juan Nepomuceno. |

|                               |
| Altar a la Virgen de Zapopan. |

### Conjunto arquitectónico

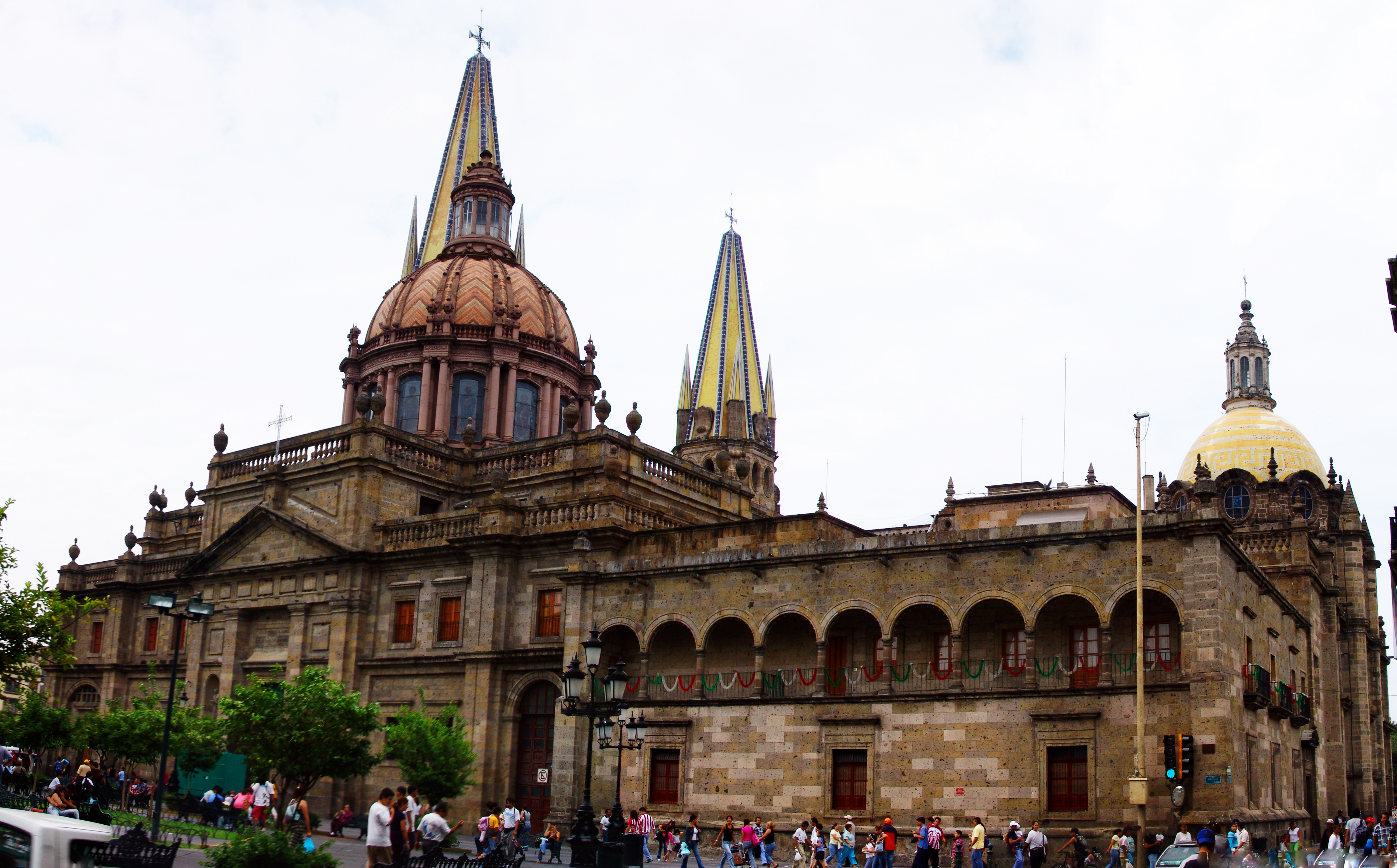
En primer plano el palacio arzobispal y contiguo al lado izquierdo el Sagrario Metropolitano.

Componen el conjunto arquitectónico de la Catedral Metropolitana de Guadalajara, además del templo catedral, el palacio arzobispal que se encuentra en la esquina de Morelos y Liceo y la parroquia del Sagrario Metropolitano, templo que se encuentra en la esquina del Paseo Alcalde y Morelos. Por una puerta cercana a la entrada principal se accede a esta última. Ambos edificios fueron fabricados posteriormente a la catedral.

## Actualidad

### Servicios eucarísticos

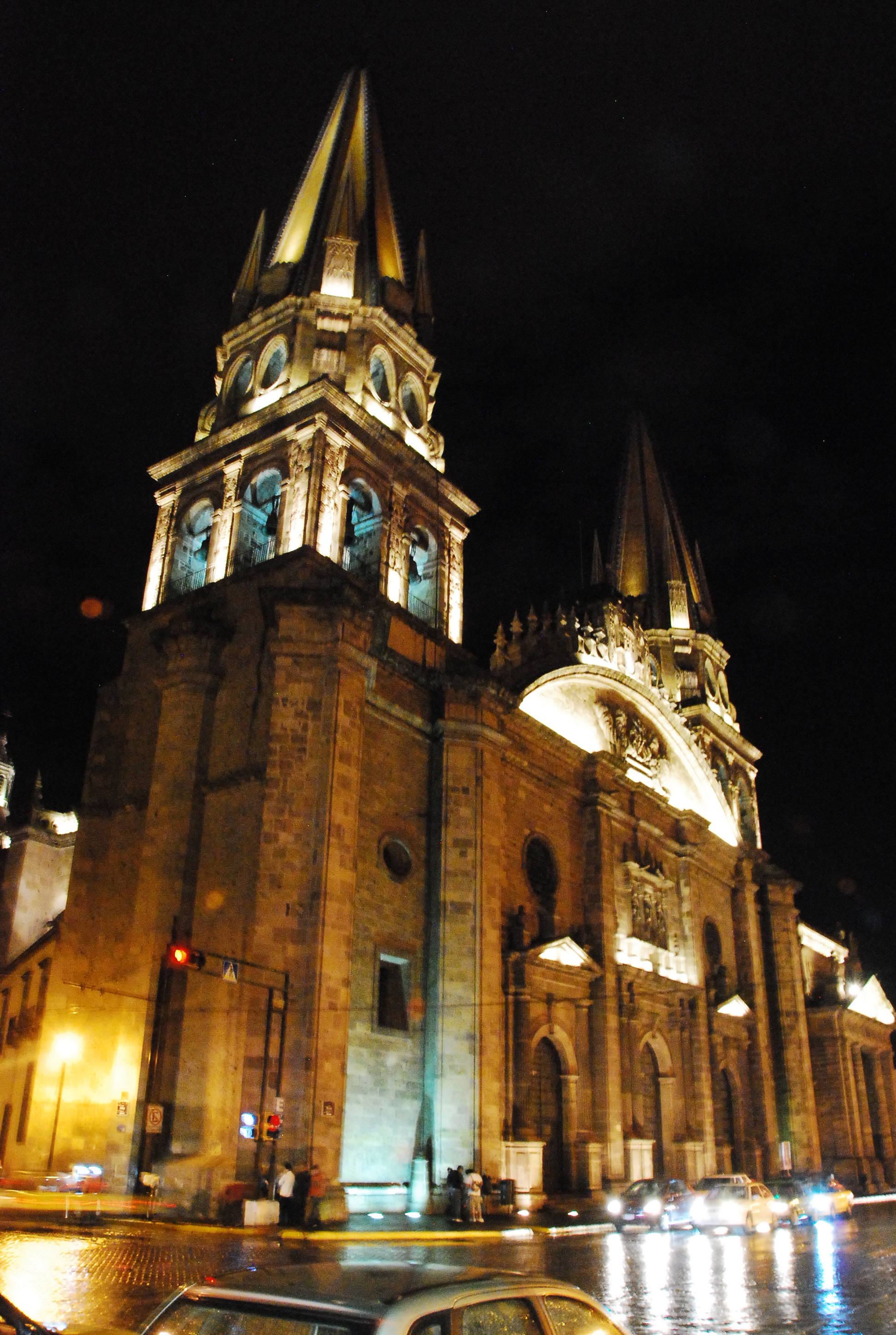
Fachada de la catedral con su iluminación nocturna.

La catedral está abierta de lunes a domingo entre las 07:00 y las 19:30 horas. La celebración de la misa tiene lugar a las 08:00, 09:30, 12:00 y 18:00 horas de lunes a sábado; los domingos, a las 08:00, 09:30, 10:30, 12:00, 14:00, 17:00, 18:00 y 19:00 horas.

### Museo de Arte Sacro
En el interior de la catedral se encontraba el Museo de Arte Sacro, museo de arte religioso que contenía una gran colección de imágenes religiosas, vestimentas, artefactos, pinturas y piezas importantes usadas en ceremonias. Inaugurado en 2012, fue forzado a cerrar permanentemente debido a la pandemia de COVID-19 en Jalisco.

## Galería

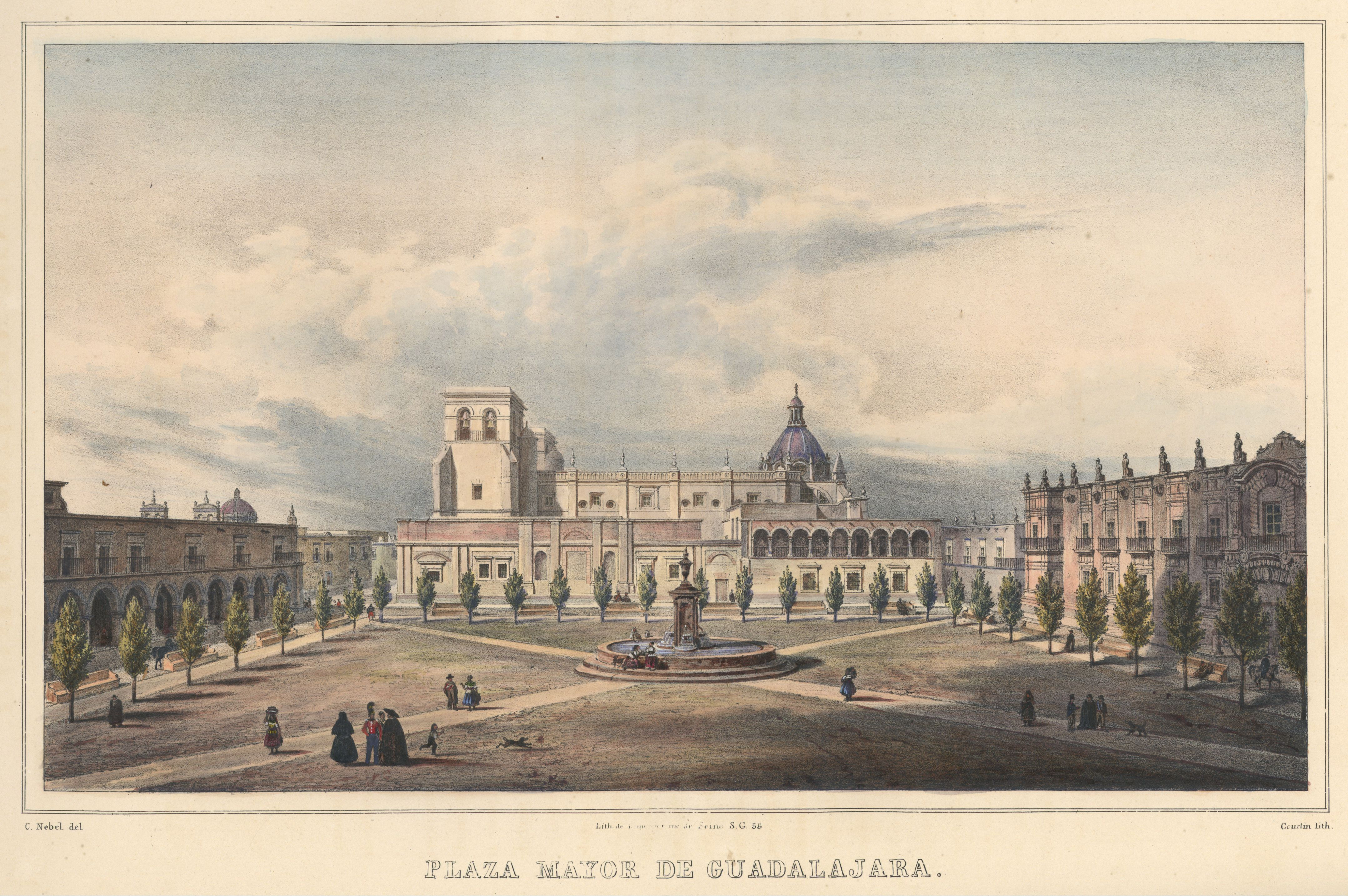
La catedral hacia 1836.
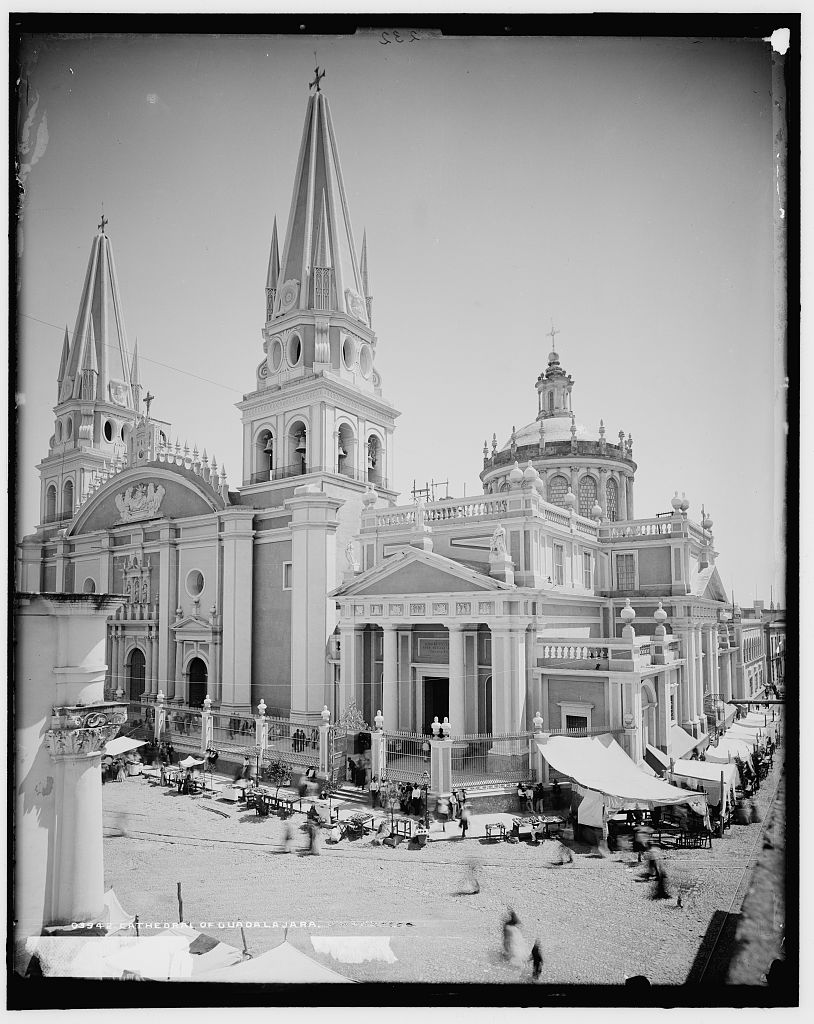
La catedral circa 1890.
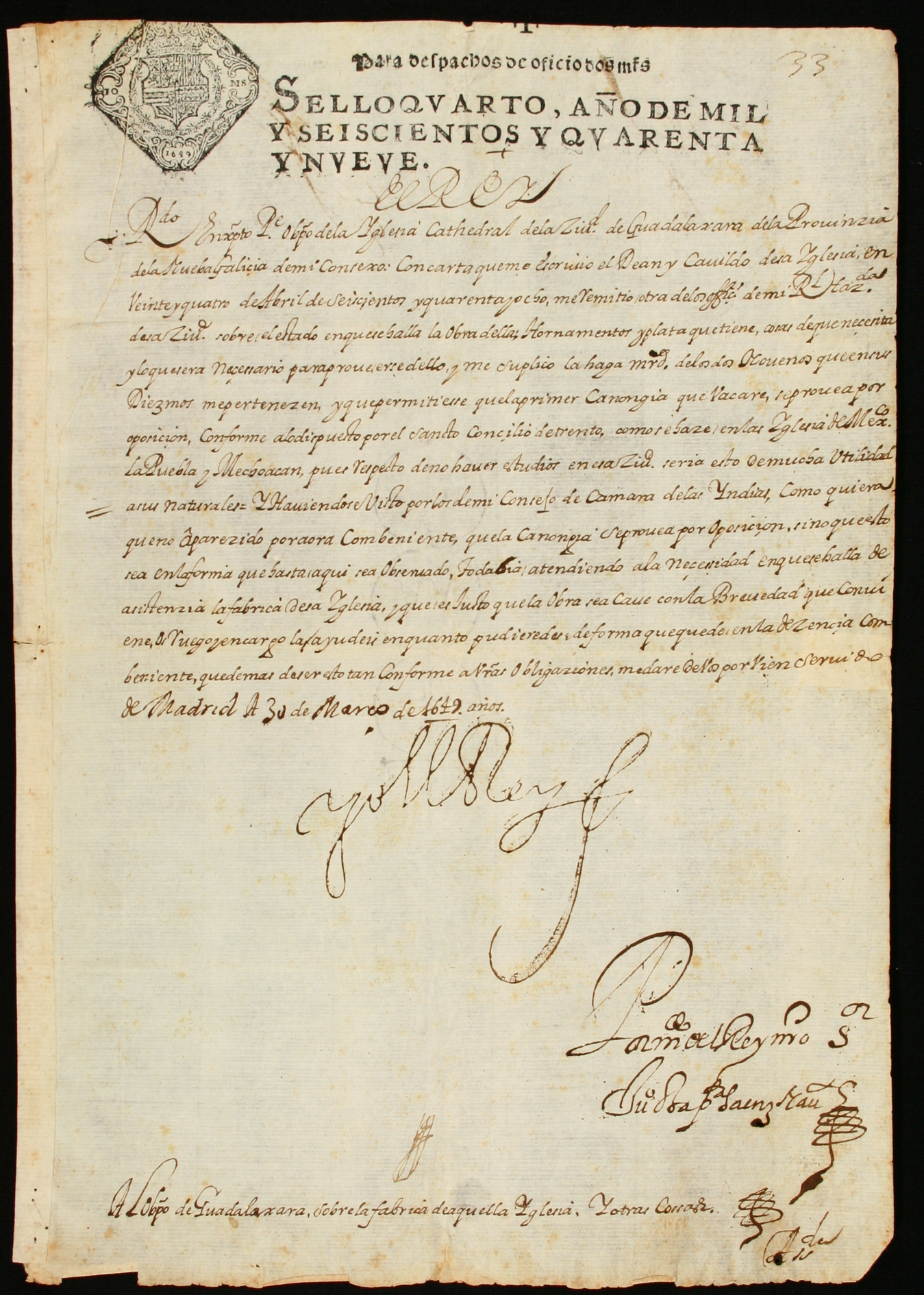
Real cédula firmada por Juan Bautista Sáenz Navarrete para que se acabe a la brevedad la construcción de la catedral.
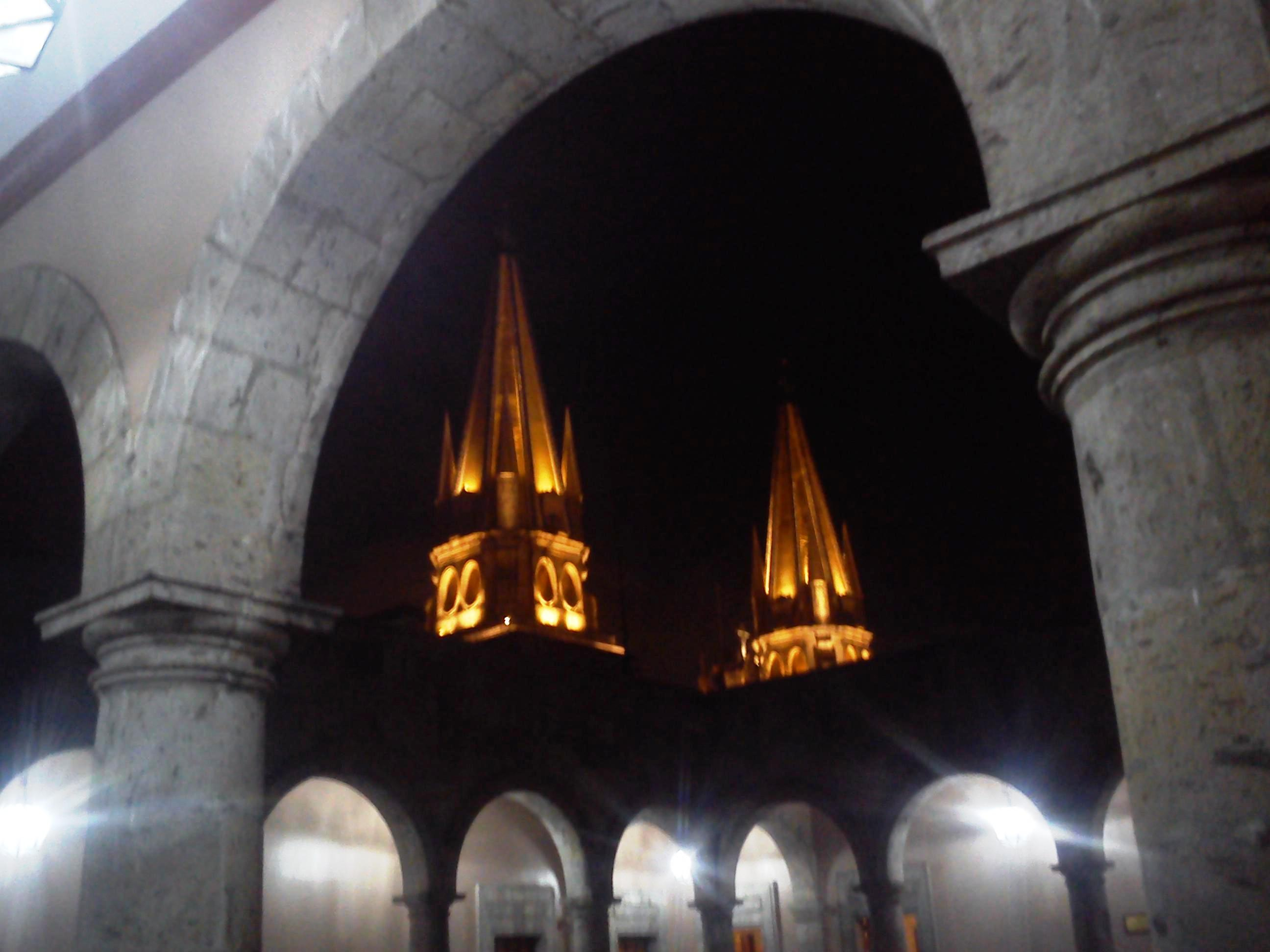
Torres de la catedral tapatía, en una toma nocturna desde el ángulo noroeste del corredor superior del Palacio Municipal.
- Video del interior de la catedral durante el servicio religioso.
- Cripta dentro la catedral.
- Cercándose la misa de 12 de la Catedral de Guadalajara